# Брадли (округ, Теннесси)
Округ Брадли (англ. Bradley County) располагается в штате Теннесси, США. Официально образован в 1836 году. По состоянию на 2010 год, численность населения составляла 98 963 человека.

## География
По данным Бюро переписи США, общая площадь округа равняется 859,881 км2, из которых 852,111 км2 — суша, и 3,000 км2, или 0,840 % — это водоёмы.

## Население
По данным переписи населения 2000 года в округе проживает 87 965 жителей в составе 34 281 домашнего хозяйства и 24 648 семей. Плотность населения составляет 103,00 человека на км2. На территории округа насчитывается 36 820 жилых строений, при плотности застройки около 43,00-х строений на км2. Расовый состав населения: белые — 92,98 %, афроамериканцы — 3,99 %, коренные американцы (индейцы) — 0,28 %, азиаты — 0,57 %, гавайцы — 0,02 %, представители других рас — 0,89 %, представители двух или более рас — 1,27 %. Испаноязычные составляли 2,07 % населения независимо от расы.
В составе 32,00 % из общего числа домашних хозяйств проживают дети в возрасте до 18 лет, 57,30 % домашних хозяйств представляют собой супружеские пары, проживающие вместе, 10,90 % домашних хозяйств представляют собой одиноких женщин без супруга, 28,10 % домашних хозяйств не имеют отношения к семьям, 23,40 % домашних хозяйств состоят из одного человека, 8,20 % домашних хозяйств состоят из престарелых (65 лет и старше), проживающих в одиночестве. Средний размер домашнего хозяйства составляет 2,50 человека, и средний размер семьи 2,94 человека.
Возрастной состав округа: 23,70 % — моложе 18 лет, 11,30 % — от 18 до 24, 29,80 % — от 25 до 44, 23,50 % — от 45 до 64, и 23,50 % — от 65 и старше. Средний возраст жителя округа — 36 лет. На каждые 100 женщин приходится 95,10 мужчин. На каждые 100 женщин старше 18 лет приходится 91,20 мужчин.
Средний доход на домохозяйство в округе составлял 35 034 USD, на семью — 41 779 USD. Среднестатистический заработок мужчины был 30 654 USD против 21 407 USD для женщины. Доход на душу населения составлял 18 108 USD. Около 9,00 % семей и 12,20 % общего населения находились ниже черты бедности, в том числе — 15,40 % молодежи (тех, кому ещё не исполнилось 18 лет) и 11,60 % тех, кому было уже больше 65 лет.